# Aleksej Rebko
Aleksej Vasiljevitj Rebko (på russisk Алексей Васильевич Ребко) (født 23. april 1986 i Moskva, Sovjetunionen) er en russisk fodboldspiller. Han spiller hos Rotor Volgograd. Han har spillet i hjemlandet hele sin karriere, og har tidligere været tilknyttet Spartak Moskva, Dynamo Moskva, FC Rostov, Tom Tomsk, Rubin Kazan og FC Moskva.

## Landshold
Rebko nåede i sin tid som landsholdspiller at spille 3 kampe for russiske landshold, som han debuterede for den 5. september 2009 i et opgør mod Liechtenstein.